# Wat Si Saket

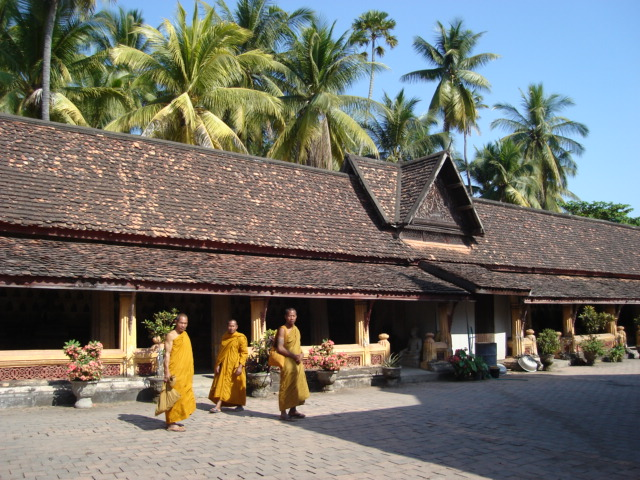
Mönche in Wat Si Saket

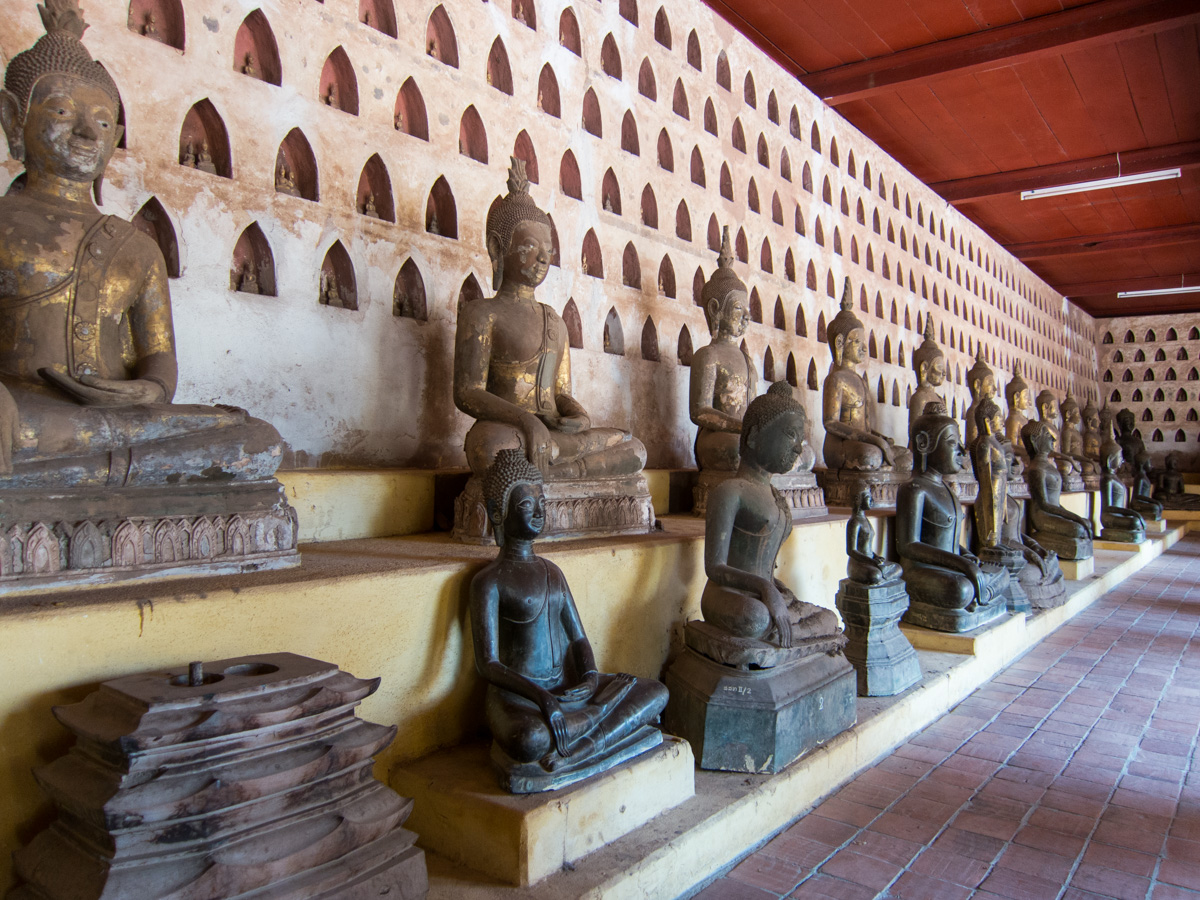
Buddha-Statuen im Sisaket Museum

Wat Si Saket (auch Wat Satasahatsaham) ist ein buddhistischer Wat in Vientiane, der Hauptstadt von Laos.

## Geschichte
Gestiftet wurde Wat Si Saket im Jahr 1818 von König Anouvong (auch Chao Anou, regierte von 1805 bis 1828). Anouvong, von König Phra Phutthayotfa Chulalok (Rama I.) von Siam als Herrscher des damals abhängigen Lang Xang (Vorläufer des heutigen Laos) eingesetzt, war in der siamesischen Haupt- und Residenzstadt Bangkok aufgewachsen und strebte danach sein Land wieder von Siam unabhängig zu machen und seine Hauptstadt zu einer ebenso prächtigen Stadt auszubauen. Neben anderem ließ er auch den Ho Phra Keo aus dem Jahr 1566 neu errichten. 1827 entsandte er seine Armee gegen Siam, wurde besiegt und Vientiane in der Folge weitgehend zerstört. Verschont wurden nur wenige Bauten, darunter Wat Si Saket, möglicherweise, weil die Architektur sich eher am siamesischen als am laotischen Stil orientierte.

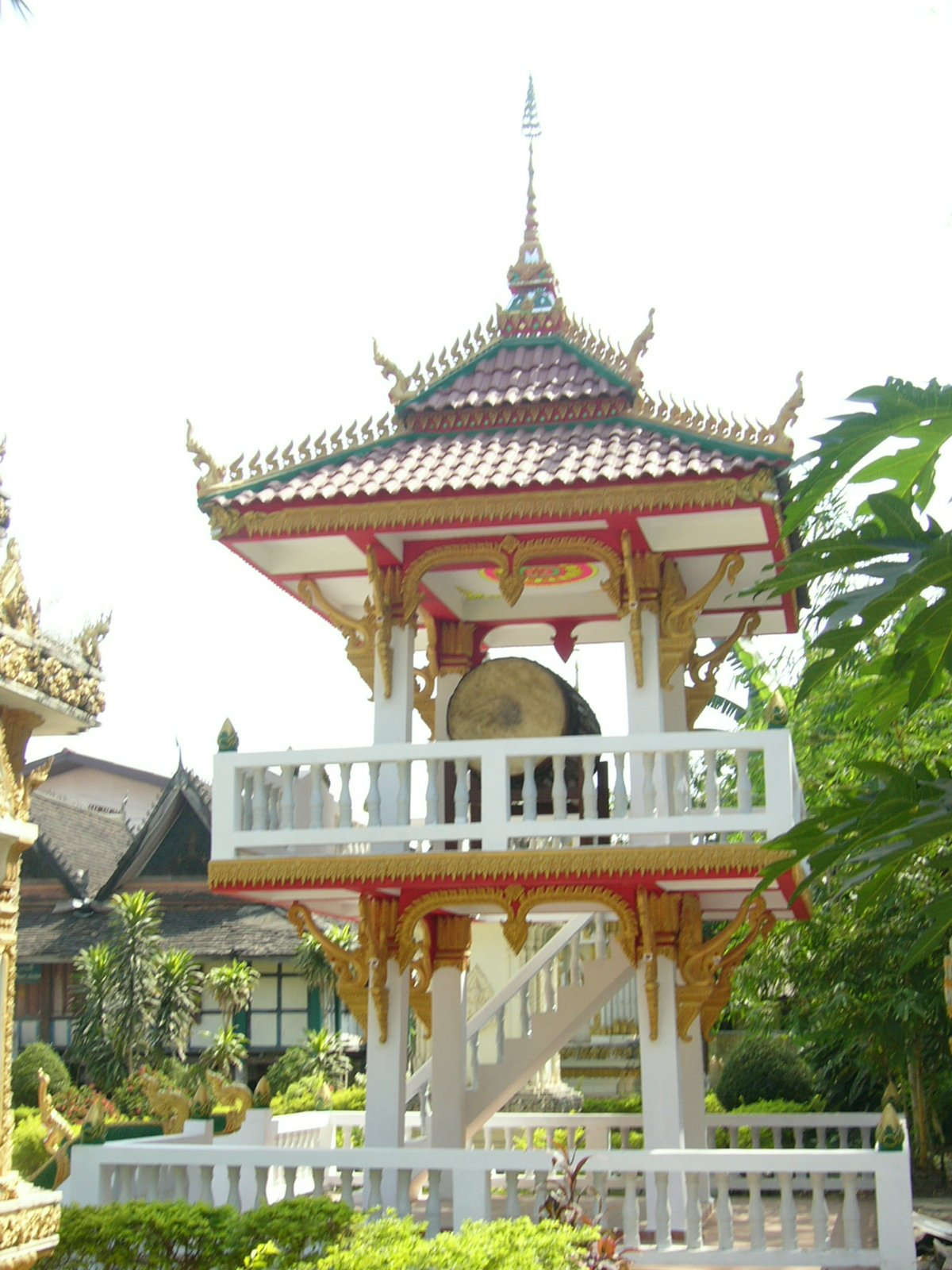
Trommelturm in chinesischem Stil

1893 wurde das Land als Protektorat in Französisch-Indochina dem französischen Kolonialreich eingegliedert. Vientiane wurde in kolonialem Stil erweitert und in den 1930er-Jahren wurde Wat Si Saket von Archäologen der École française d’Extrême-Orient restauriert.
Der Gebäudekomplex, mit einer das Hauptgebäude mit seinem fünfteiligen Dach umgebenden Terrasse, ist von einer Mauer mit mehr als 2000 Buddha-Bildnissen aus Keramik und Silber umgeben. Heute beherbergt Wat Si Saket auch ein Museum und wird von nur einem Abt bewohnt.